# Zelotes distinctissimus
Zelotes distinctissimus är en spindelart som beskrevs av Lodovico di Caporiacco 1929. Zelotes distinctissimus ingår i släktet Zelotes och familjen plattbuksspindlar.
Artens utbredningsområde är Grekland. Inga underarter finns listade i Catalogue of Life.